# Calyptomyrmex claviseta
Calyptomyrmex claviseta é uma espécie de formiga do gênero Calyptomyrmex, pertencente à subfamília Myrmicinae.